# Waltersbrück
Waltersbrück ist ein Ortsteil der Gemeinde Neuental im nordhessischen Schwalm-Eder-Kreis.

## Lage
Der Ort liegt etwa 1,5 km südwestlich von Zimmersrode, dem Hauptort der Gemeinde Neuental, am östlichen, orographisch rechten Ufer der Schwalm. In Waltersbrück kreuzen sich die Landesstraßen 3067 und 3074, und die Anschlussstelle Neuental der Autobahn 49 ist gut 1 km entfernt. Durch den Ort führt die Trasse der Main-Weser-Bahn, jedoch ohne Haltepunkt. Der nächste Bahnhof befindet sich in Zimmersrode.
Weitere Nachbarorte sind Bischhausen im Norden sowie Dorheim und Schlierbach im Süden.

## Geschichte

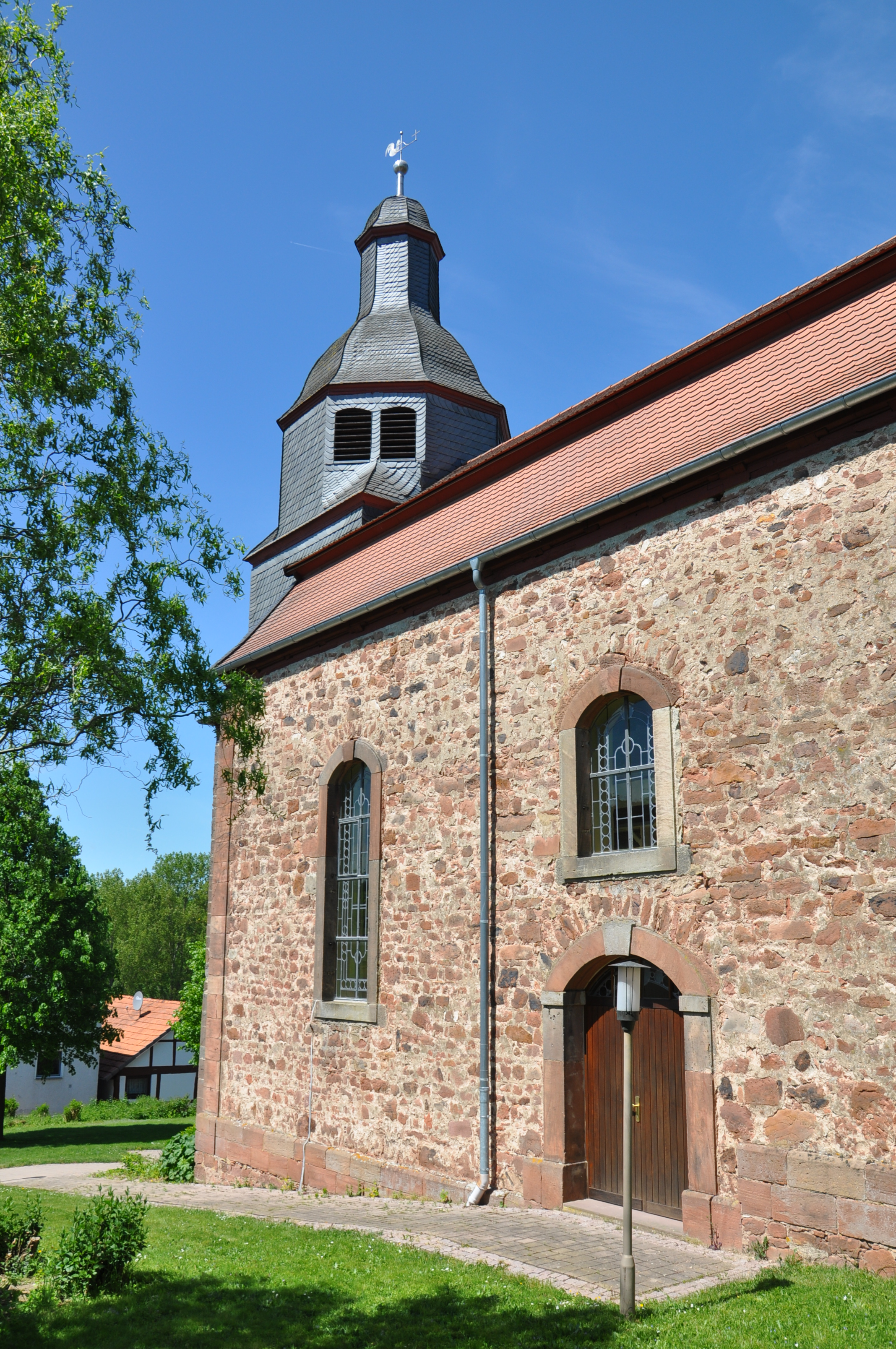
Ev. Kirche in Waltersbrück

Waltersbrück wurde soweit bekannt im Jahr 1230/31 uns als Waltersbrugga erstmals urkundlich erwähnt. Der Ort war Sitz eines Gerichts, welches 1359 geteilt wurde. Dabei erhielten die von Gilsa die Orte Zimmersrode und Gilsa, während das verbleibende Gericht mit den Orten Bischhausen, Gerzhausen, Schlierbach, Ahausen, Glimmerode und Dorheim an die Herren von Löwenstein-Schweinsberg fiel.
Im Dreißigjährigen Krieg wurde das Dorf 1635 durch bayerische Truppen zerstört. Am 30. November 1644 kamen Dorf und Gericht Waltersbrück (mit Schlierbach, Bischhausen und Dorheim) durch Schenkung der Landgrafenwitwe und Regentin Amalie Elisabeth von Hessen-Kassel an den Geheimen Rat und Hofmarschall Jakob von Hoff († 1671). In dessen Familie blieb es bis deren Aussterben 1734, als es zu dessen Versorgung an den landgräflichen Prinzen Georg kam. Mit dessen Tod im Jahre 1755 fiel es als erledigtes Lehen an Hessen-Kassel heim.
In der Landgrafschaft Hessen bzw. Hessen-Kassel wurde Waltersbrück zunächst vom Amt Borken, ab 1791 dann vom Amt Jesberg und ab 1821 vom Kreis Fritzlar verwaltet. Dabei wurde das Gericht Waltersbrück 1821 mit dem Gericht Jesberg vereinigt.
Im Zuge der Gebietsreform in Hessen wurde die bis dahin selbständige Gemeinde Waltersbrück zum 31. Dezember 1971 auf freiwilliger Basis in die neue Gemeinde Neuental eingegliedert. Für den Ortsteil Waltersbrück wurde, wie für die übrigen Ortsteile Neuentals, ein Ortsbezirk mit Ortsbeirat und Ortsvorsteher nach der Hessischen Gemeindeordnung eingerichtet.

## Bevölkerung
Einwohnerstruktur 2011
Nach den Erhebungen des Zensus 2011 lebten am Stichtag, dem 9. Mai 2011, in Waltersbrück 435 Einwohner. Darunter waren 6 (1,4 %) Ausländer.
Nach dem Lebensalter waren 75 Einwohner unter 18 Jahren, 168 zwischen 18 und 49, 102 zwischen 50 und 64 und 87 Einwohner waren älter. Die Einwohner lebten in 186 Haushalten. Davon waren 45 Singlehaushalte, 57 Paare ohne Kinder und 66 Paare mit Kindern, sowie 15 Alleinerziehende und 3 Wohngemeinschaften. In 36 Haushalten lebten ausschließlich Senioren und in 123 Haushaltungen lebten keine Senioren.
Einwohnerentwicklung
| Quelle: Historisches Ortslexikon |                |
| • um 1575/85                     | 45 Hausgesesse |
| • 1724:                          | 82 Personen    |
| • 1742:                          | 47 Häuser      |
| • 1747:                          | 46 Hausgesesse |

| Waltersbrück: Einwohnerzahlen von 1778 bis 2016 | Waltersbrück: Einwohnerzahlen von 1778 bis 2016 | Waltersbrück: Einwohnerzahlen von 1778 bis 2016 | Waltersbrück: Einwohnerzahlen von 1778 bis 2016 | Waltersbrück: Einwohnerzahlen von 1778 bis 2016 |
| --- | ----------------------------------------------- | ----------------------------------------------- | ----------------------------------------------- | ----------------------------------------------- |
| Jahr |                                                 |                                                 |                                                 | Einwohner                                       |
| 1778 | 1778                                            |                                                 | 252                                             | 252                                             |
| 1800 | 1800                                            |                                                 | ?                                               | ?                                               |
| 1834 | 1834                                            |                                                 | 436                                             | 436                                             |
| 1840 | 1840                                            |                                                 | 452                                             | 452                                             |
| 1846 | 1846                                            |                                                 | 472                                             | 472                                             |
| 1852 | 1852                                            |                                                 | 428                                             | 428                                             |
| 1858 | 1858                                            |                                                 | 444                                             | 444                                             |
| 1864 | 1864                                            |                                                 | 454                                             | 454                                             |
| 1871 | 1871                                            |                                                 | 407                                             | 407                                             |
| 1875 | 1875                                            |                                                 | 427                                             | 427                                             |
| 1885 | 1885                                            |                                                 | 402                                             | 402                                             |
| 1895 | 1895                                            |                                                 | 363                                             | 363                                             |
| 1905 | 1905                                            |                                                 | 363                                             | 363                                             |
| 1910 | 1910                                            |                                                 | 380                                             | 380                                             |
| 1925 | 1925                                            |                                                 | 362                                             | 362                                             |
| 1939 | 1939                                            |                                                 | 379                                             | 379                                             |
| 1946 | 1946                                            |                                                 | 587                                             | 587                                             |
| 1950 | 1950                                            |                                                 | 606                                             | 606                                             |
| 1956 | 1956                                            |                                                 | 508                                             | 508                                             |
| 1961 | 1961                                            |                                                 | 497                                             | 497                                             |
| 1967 | 1967                                            |                                                 | 535                                             | 535                                             |
| 1980 | 1980                                            |                                                 | ?                                               | ?                                               |
| 1990 | 1990                                            |                                                 | ?                                               | ?                                               |
| 2000 | 2000                                            |                                                 | ?                                               | ?                                               |
| 2011 | 2011                                            |                                                 | 435                                             | 435                                             |
| 2016 | 2016                                            |                                                 | 429                                             | 429                                             |
| Datenquelle: Historisches Gemeindeverzeichnis für Hessen: Die Bevölkerung der Gemeinden 1834 bis 1967. Wiesbaden: Hessisches Statistisches Landesamt, 1968. Weitere Quellen: LAGIS; Gemeinde Neuental, Zensus 2011 |                                                 |                                                 |                                                 |                                                 |

Historische Religionszugehörigkeit
| Quelle: Historisches Ortslexikon |                                                                   |
| • 1861:                          | 412 evangelisch-reformierte, 36 jüdische Einwohner                |
| • 1885:                          | 359 evangelische (= 89,30 %), 43 jüdische (= 10,70 %) Einwohner   |
| • 1961:                          | 456 evangelische (= 91,75 %), 40 katholische (= 8,05 %) Einwohner |

Historische Erwerbstätigkeit
| • 1961 | Erwerbspersonen: 89 Land- und Forstwirtschaft, 107 Produzierendes Gewerbe, 33 Handel und Verkehr, 14 Dienstleistungen und Sonstiges |

## Politik
Für Waltersbrück besteht ein Ortsbezirk (Gebiete der ehemaligen Gemeinde Waltersbrück) mit Ortsbeirat und Ortsvorsteher nach der Hessischen Gemeindeordnung. Der Ortsbeirat besteht aus fünf Mitgliedern.
Bei den Kommunalwahlen in Hessen 2021 betrug die Wahlbeteiligung zum Ortsbeirat Waltersbrück 60,92 %. Alle Kandidaten gehörten der „Einheitsliste Waltersbrück“ an. Der Ortsbeirat wählte Stefan Schäfer zum Ortsvorsteher.